# Prínia de São Tomé
La prínia de São Tomé (Prinia molleri) és una espècie d'ocell passeriforme del gènere prinia que pertany a la família Cisticolidae.

## Distribució geogràfica
És endèmica de l'illa de São Tomé i de l'illot proper Ilhéu das Rolas.